# Rudolf von Diepholz
Rudolf von Diepholz (* um 1400 in Diepholz; † 24. März 1455 in Vollenhove) war Bischof von Utrecht von 1423 bis 1455 und Bischof von Osnabrück von 1454 bis 1455.

## Familie
Er entstammte der Familie der Grafen von Diepholz. Sein Vater war Graf Johann von Diepholz. Die Mutter war Kunigunde aus dem Haus der Grafen von Oldenburg. Sein Bruder war Graf Konrad. Ein weiterer Bruder hieß Johann. Seine Schwester Irmgard war mit dem Grafen Konrad von Rietberg verheiratet. Die Schwester Jutta heiratete den Grafen Julius von Wunstorf.

## Leben
Als nachgeborener Sohn trat Rudolf in den geistlichen Stand ein. Er ist zwischen 1412 und 1436 als Dompropst im Domkapitel Osnabrück verbürgt.
Auf Drängen von Ritterschaft und den Städten des Hochstifts Utrecht wurde er 1423 durch das dortige Generalkapitel zum Bischof gewählt. Diese Wahl wurde von Papst Martin V. nicht anerkannt. Er bestimmte stattdessen 1424 den Bischof von Speyer Raban von Helmstatt zum Bischof von Utrecht. Als dieser auf den Posten verzichtet hatte, gab der Papst 1425 das Bistum an den Dompropst von Utrecht Zweder von Culemborg. Rudolf akzeptierte das Eingreifen des Papstes nicht und es kam zum Schisma in der Utrechter Kirche. Im Oberstift konnte sich Rudolf durchsetzen. Im Niederstift war er mit ständischem Mandat Regent. Nachdem 1428 Philipp von Burgund und der Herzog von Geldern auf die Seite Rudolfs getreten waren, hatte sein Konkurrent keine reelle Chance mehr sich durchzusetzen.
Papst Eugen IV. verlieh Zweder von Culemborg das Titularbistum Caesarea und bestätigte Rudolf als Bischof. Zweder akzeptierte die Entscheidung nicht und wandte sich an das Konzil von Basel. Dieses erklärte die Bischofsernennung Rudolfs für nicht gültig. Seine Gegner im Domkapitel wählten daraufhin 1434 Walram von Moers zum Bischof. Dieser war ein Bruder des Kölner Erzbischofs Dietrich II. von Moers. Die Wahl von Walram wurde zwar vom Konzil anerkannt, aber auch er konnte sich nicht gegen Rudolf durchsetzen.
Rudolf wurde von Eugen IV. sowie den weltlichen Ständen des Hochstifts aber auch von der Mehrheit des Generalkapitels anerkannt und unterstützt. Walram verzichtete 1449 und wurde stattdessen Bischof von Münster. Unterstützt von Philipp von Burgund, der auch Graf von Holland und Seeland war, gelang es Rudolf seine Einnahmen durch Steuern zu verbessern und so insgesamt seine Stellung zu stärken.
Um die geistliche Gewalt über das Herzogtum Kleve entstand ein Streit mit dem Bistum Münster. Herzog Adolf I. hatte zuvor den Papst gebeten, diese Rechte von Münster auf Utrecht zu übertragen. Es kam zu einem kostspieligen Krieg zwischen Bischof Heinrich II. von Moers und Rudolf. Dieser konnte den Kampf nur durch die Anhebung der Steuern finanzieren. Die Stände und insbesondere die Stadt Utrecht wandten sich dagegen und vertrieben 1448/49 Rudolf vorübergehend aus seinem Herrschaftsgebiet.
Diesem gelang es mit Heinrich von Münster zu einer Einigung zu kommen. Nach dem Tod Heinrichs engagierte sich Rudolf in der münsterischen Stiftsfehde mit dem Ziel seinen Neffen Konrad III. von Diepholz zum Bischof in Münster zu machen. Aber er war auch mit seinem alten Konkurrenten Walram von Moers verbunden. Ihm gelangen verschiedene militärische Erfolge wie die Einnahme von Vreden. Seine Truppen waren auch an der siegreichen Schlacht von Varlar beteiligt. Auch dieser Krieg war kostspielig. Wiederum kam es zum Streit mit der Stadt Utrecht und den geistlichen Ständen.
Zuvor war er 1454, weil er sich für den Papst und gegen das Konzil ausgesprochen hatte, zum Administrator von Osnabrück ernannt worden. Weil er kurz darauf starb, hatte er dort kaum etwas tun können. Sein Nachfolger in Osnabrück wurde sein Neffe Konrad III. von Diepholz.